# Chiesa di San Giovanni Battista (Castelli)
La chiesa di San Giovanni Battista è un edificio religioso che si trova in piazza Roma a Castelli, in provincia di Teramo.

## Storia

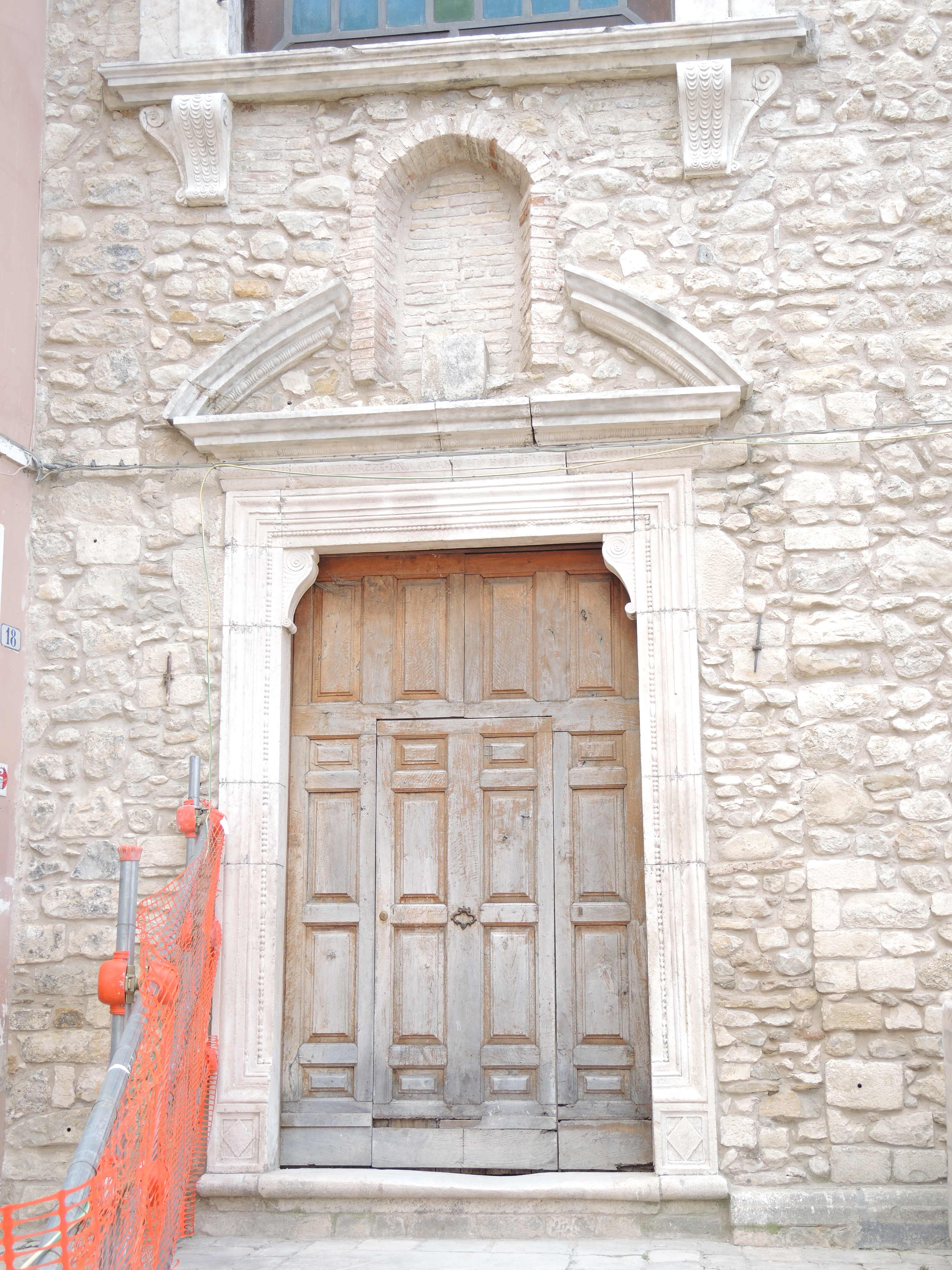
Portale

La chiesa fu edificata alla fine del XVI secolo, con la data del 1601 riportata sul portale, riutilizzando delle parti dell'antica abbazia di San Salvatore che sorgeva in località Villa Re Quirino Celli nei pressi del paese e poi andata distrutta.

## Architettura

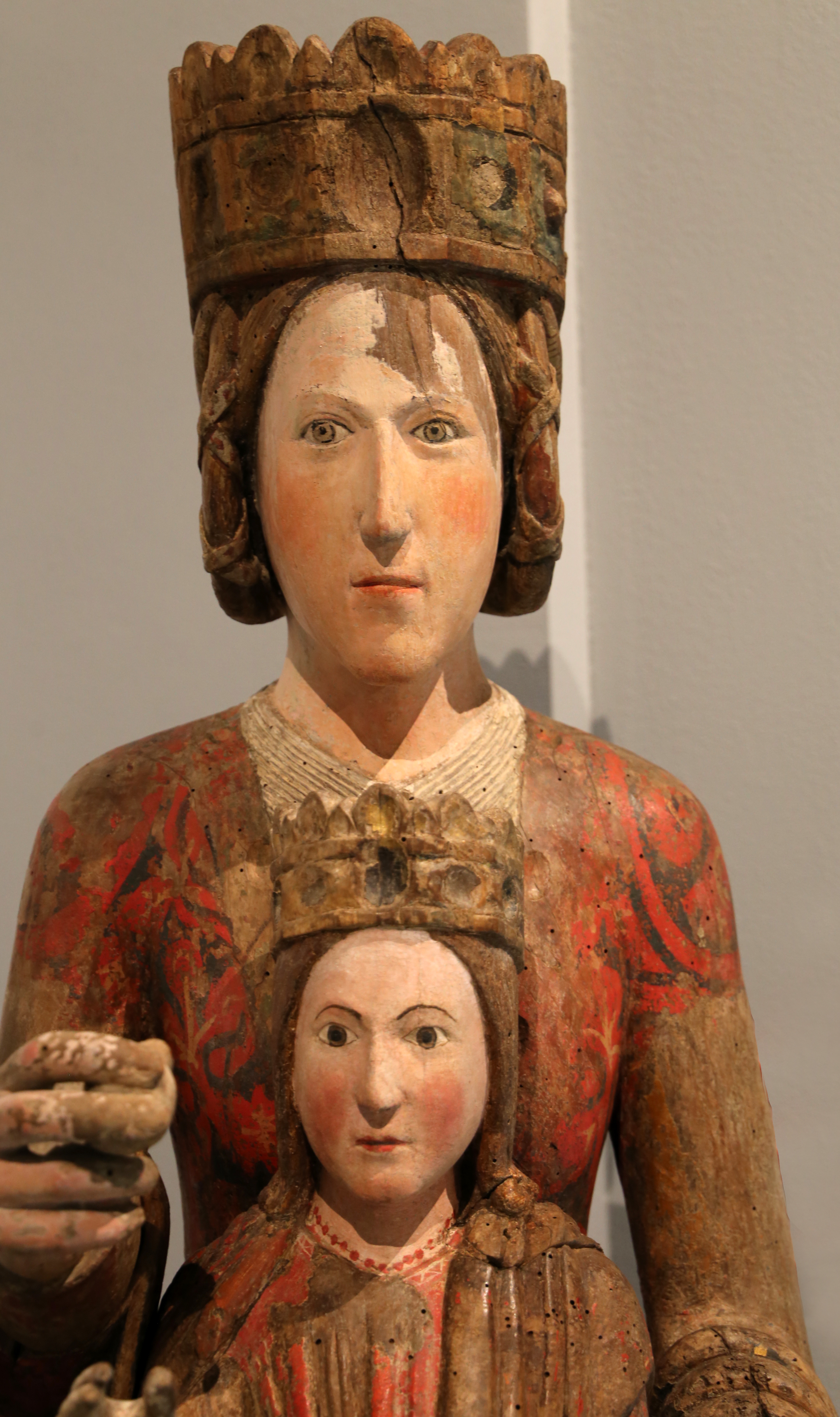
Particolare della scultura della Madonna col Bambino, esposta oggi nel Museo nazionale d'Abruzzo a L'Aquila

La facciata è caratterizzata da un portale rinascimentale e dalla scalinata che proviene dall'antica abbazia, come dall'abazia proviene la lastra in pietra raffigurante un grifone che faceva parte di un ambone originariamente situato davanti alla facciata e poi spostato all'interno della chiesa con raffigurazioni dei simboli degli evangelisti.
L'interno è a tre navate divise da pilastri in mattoni. Ospita pregevoli opere d'arte come la pala d'altare in ceramica posta del 1647 sulla parete destra che raffigura la traslazione della Santa Casa a Loreto, attribuita a Francesco Grue.
Altra opera di notevole interesse è la statua lignea del XIII secolo di Sant'Anna con in grembo Maria bambina, probabilmente proveniente anch'essa dall'abbazia di San Salvatore.
Dalla chiesa proviene una scultura lignea del XII secolo della Madonna col Bambino seduta in trono, esposta dopo il sisma del 2009 nel Museo nazionale d'Abruzzo a L'Aquila.